# Phạm Tuấn Ngọc
Phạm Tuấn Ngọc (sinh ngày 12 tháng 8 năm 1999) là một nam vương, người mẫu Việt Nam. Anh đạt danh hiệu Nam vương Thế giới Việt Nam 2024 và đại diện đầu tiên của Việt Nam đạt danh hiệu Á vương 1 tại Nam vương Thế giới 2024. Năm 2023, anh từng lọt vào Top 8 chương trình The Face Việt Nam 2023.

## Tiểu sử
Tuấn Ngọc sinh năm 1999 tại Hải Phòng, anh từng học chuyên ngành Ngôn ngữ Anh tại Trường Đại học Kinh tế Quốc dân. Tuấn Ngọc có khả năng dẫn chương trình, võ thuật, thổi sáo, chơi guitar, trống, đàn tranh, múa đao, kiếm, côn. Anh hoạt động trong vai trò người mẫu hơn 5 năm, từng đóng quảng cáo cho một số thương hiệu. Bên cạnh đó, anh cũng xuất hiện trên sàn diễn của các bộ sưu tập đến từ những nhà mốt nổi tiếng.

## Sự nghiệp

### Nam vương Đại học Kinh tế Quốc dân 2019
Anh từng đạt danh hiệu Nam vương tại Trường Đại học Kinh tế Quốc dân. Lúc đó Tuấn Ngọc hiện đang giữ chức vụ Ủy viên BCH Liên chi Đoàn Khoa Ngoại ngữ Kinh tế.

### The Face Vietnam 2023
Tuấn Ngọc lần đầu tham gia tại một chương trình thực tế cấp quốc gia The Face Việt Nam 2023 anh thuộc đội huấn luyện viên là Hoa hậu Việt Nam 2014 Nguyễn Cao Kỳ Duyên và siêu mẫu Minh Triệu và anh dừng chân tại Top 8 chung cuộc.

### Nam vương Thế giới Việt Nam 2024
Tuấn Ngọc lần đầu thử sức và đăng quang cuộc thi Nam vương Thế giới Việt Nam 2024.

### Nam vương Thế giới 2024
Sau khi đăng quang Nam Vương Thế giới Việt Nam 2024, anh đại diện Việt Nam tại Nam vương Thế giới 2024 và đạt danh hiệu Á vương 1 chung cuộc, đây cũng là thành tích cao nhất của Việt Nam tại cuộc thi này.

## Đời tư
Hiện tại, Tuấn Ngọc đang hẹn hò với nữ người mẫu Nguyễn Hương Liên, họ công khai hẹn hò vào tháng 8 năm 2023.